# فلوريان شنايدر
فلوريان شنايدر (بالألمانية: Florian Schneider-Esleben)‏ هو موسيقي ألماني، ولد في 7 أبريل 1947 في دوسلدورف في ألمانيا.

## وصلات خارجية
- فلوريان شنايدر على موقع IMDb (الإنجليزية)
- فلوريان شنايدر على موقع الموسوعة البريطانية (الإنجليزية)
- فلوريان شنايدر على موقع ميوزك برينز (الإنجليزية)
- فلوريان شنايدر على موقع إن إن دي بي (الإنجليزية)
- فلوريان شنايدر على موقع أول ميوزيك (الإنجليزية)
- فلوريان شنايدر على موقع ديسكوغز (الإنجليزية)
- فلوريان شنايدر على موقع قاعدة بيانات الفيلم (الإنجليزية)